# Делл, Натали
Натали Делл О’Брайен (англ. Natalie Dell O'Brien; род. 20 февраля 1985, Силвер-Спринг, Мэриленд) — американская гребчиха, выступавшая за сборную США по академической гребле в период 2010—2012 годов. Бронзовая призёрка летних Олимпийских игр в Лондоне, обладательница серебряной медали чемпионата мира, победительница многих регат национального и международного значения.

## Биография
Натали Делл родилась 20 февраля 1985 года в городе Силвер-Спринг, штат Мэриленд. Училась в старшей школе Everett High School, затем окончила Университет штата Пенсильвания (2007) и Бостонский университет (2010).
Заниматься академической греблей начала в 2004 году на университетском уровне. Проходила подготовку в лодочном клубе «Риверсайд» в Кембридже.
В 2010 году вошла в основной состав американской национальной сборной и выступила на чемпионате мира в Карапиро, где заняла пятое место в зачёте женских парных четвёрок.
Первого серьёзного успеха на международном уровне добилась в сезоне 2011 года, когда побывала на мировом первенстве в Бледе и привезла оттуда награду серебряного достоинства, выигранную в парных четвёрках — уступила в финале только экипажу из Германии. Также в этом сезоне выступила на этапе Кубка мира в Люцерне, где показала четвёртый результат в той же дисциплине.
В 2012 году в парных четвёрках получила бронзу на этапе Кубка мира в Люцерне и благодаря череде удачных выступлений удостоилась права защищать честь страны на летних Олимпийских играх 2012 года в Лондоне. В составе парного четырёхместного экипажа, куда также вошли гребчихи Эдриенн Мартелли, Кара Колер и Меган Калмо, в главном финале пришла к финишу третьей позади команд из Украины и Германии — тем самым завоевала бронзовую олимпийскую медаль. Вскоре по окончании этих соревнований приняла решение завершить спортивную карьеру.